# Borgo Panigale

Quartiers de la Commune de Bologne (avant 2016)

Borgo Panigale (Al Båurg o Båurg Panighèl en dialecte bolonais) était un quartier de Bologne situé dans la zone nord occidentale de la ville entre les fleuves Lavino et Reno.
Borgo Panigale qui comptait une population de 24 935 habitants en 2009 est le siège de nombreuses entreprises comme Ducati, constructeur de motos, Panigal (savon), Santa Rosa (confiture), Sabiem (ascenseurs) et Fabbri (bonbons), ainsi que de l'aéroport de Bologne. 

## Histoire
Jusqu'en 1937 Borgo Panigale a été une commune autonome. Elle a été annexée à Bologne sous la période fasciste. 
Le nom est probablement issu du toponyme latin Vicus Panicalis, la zone a été utilisée pour la culture de millet, appelé panìco en italien (le nom scientifique est probablement Setaria italica)